# Boismé
Boismé ist eine französische Gemeinde mit 1.175 Einwohnern (Stand: 1. Januar 2022) im Département Deux-Sèvres in der Region Nouvelle-Aquitaine (vor 2016: Poitou-Charentes). Sie gehört zum Arrondissement Bressuire und zum Kanton Bressuire.

## Geographie

### Lage
Boismé liegt etwa acht Kilometer südöstlich von Bressuire.

### Nachbargemeinden
Umgeben ist Boismé von den Nachbargemeinden Bressuire im Norden und Nordwesten, Chiché im Osten, Clessé im Südosten, La Chapelle-Saint-Laurent im Süden und Südwesten sowie Chanteloup im Westen.

## Geschichte
Von 1973 bis 1983 war Boismé Teil der Stadtgemeinde von Bressuire.

## Bevölkerungsentwicklung
| Jahr                      | 1962 | 1968 | 1975 | 1982 | 1990 | 1999 | 2006 | 2013 |
| Einwohner                 | 1267 | 1151 | -    | -    | 1079 | 1077 | 1131 | 1181 |
| Quelle: Cassini und INSEE |      |      |      |      |      |      |      |      |

## Sehenswürdigkeiten

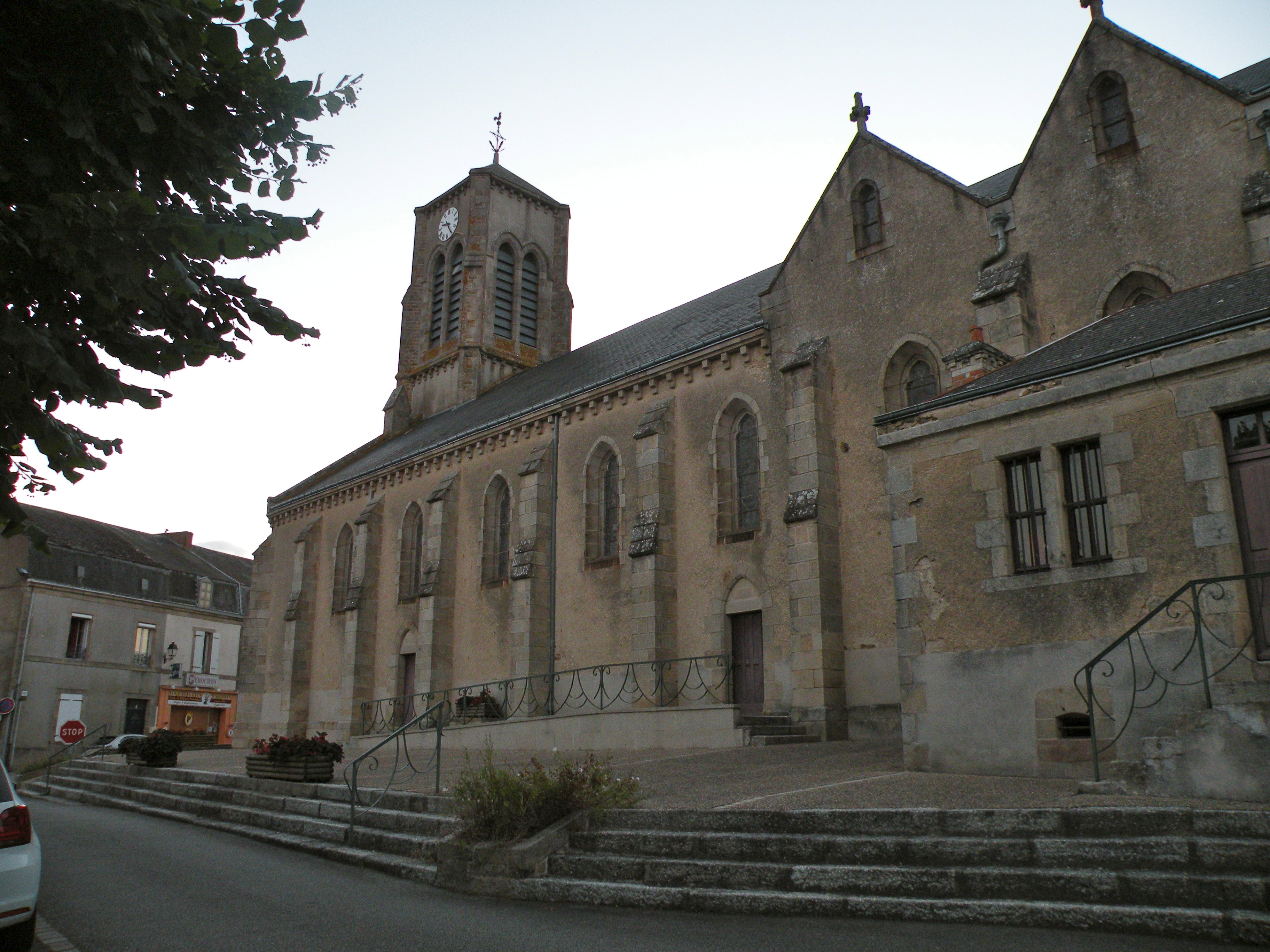
Kirche Saint-Pierre
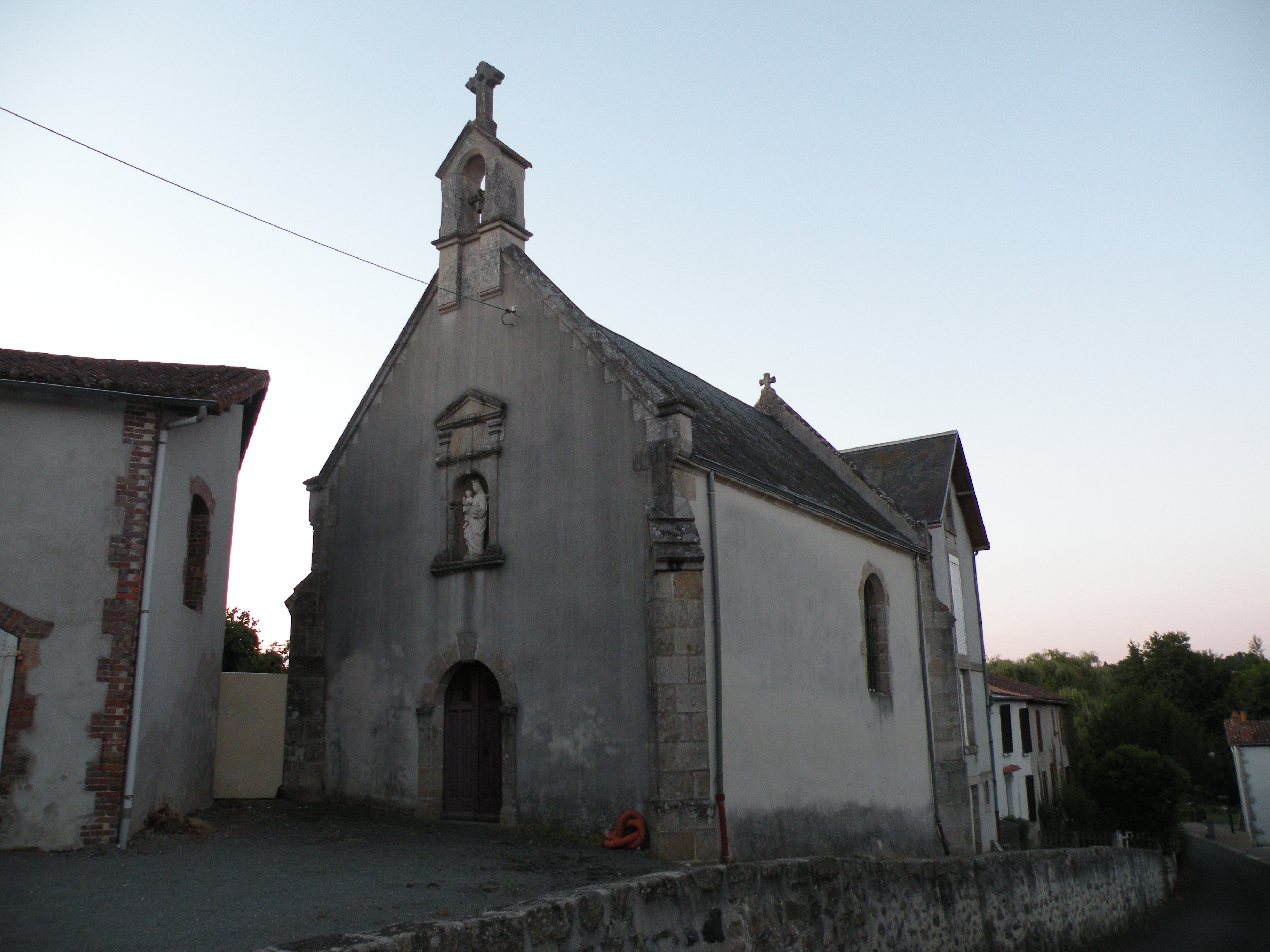
Alte Kapelle
- Schloss Clisson
- Reste des Schlosses Le Puyron

- Kirche Saint-Pierre
- Alte Kapelle